# Scheepjes (merk)
Scheepjes is een merk dat garen produceert voor gebruik in handwerk. Het bedrijf, waarvoor de eerste aanzet gegeven werd in 1799, is een bekende leverancier van verschillende typen handwerkgaren en zodanig bekend dat het garen veelal als voorgesteld garen in verschillende (internationale) handwerkpatronen wordt gebruikt.

## Geschiedenis
De opkomst van Scheepjes is nauw verbonden met de textielindustrie in Veenendaal. In 1799 begon Dirk Stevenszn. van Schuppen een bedrijf waarbij hij wol opkocht en deze bij mensen thuis liet verwerken, waarna hij het doorverkocht. Doordat hij hier aan de vooravond van de Industriële Revolutie mee begonnen was, kon hij al snel meeliften op de Revolutie. Waar eerst thuis de wol werd gekaard, stuurde hij deze al snel naar Leiden om deze machinaal te laten verwerken. Het legde het bedrijf geen windeieren; in 1885 had het al 300 mensen in dienst. Intussen was Dirk van Schuppen overleden en was het bedrijf aan zijn echtgenote en zoon overgegaan in 1855. In deze periode maakte de fabriek niet enkel het garen klaar voor gebruik, maar weefden de arbeiders ook met het product.
In de jaren 1930 kwam de naam 'Scheepjeswol' in zwang. In deze periode ging het nog altijd goed met het bedrijf, dat vanaf 1949 het predicaat Koninklijk mocht voeren en in 1962 900 mensen in dienst had. Al snel ging het echter bergafwaarts door de toenemende concurrentie vanuit lagelonenlanden en de hogere lonen die ontstonden na het loslaten van de geleide loonpolitiek. In 1988 ging het bedrijf failliet. De merknaam werd echter in 2010 opgekocht De Bondt, een andere textielproducent uit Tynaarlo, en wordt vanaf dat moment weer gebruik voor garens.

## Producten

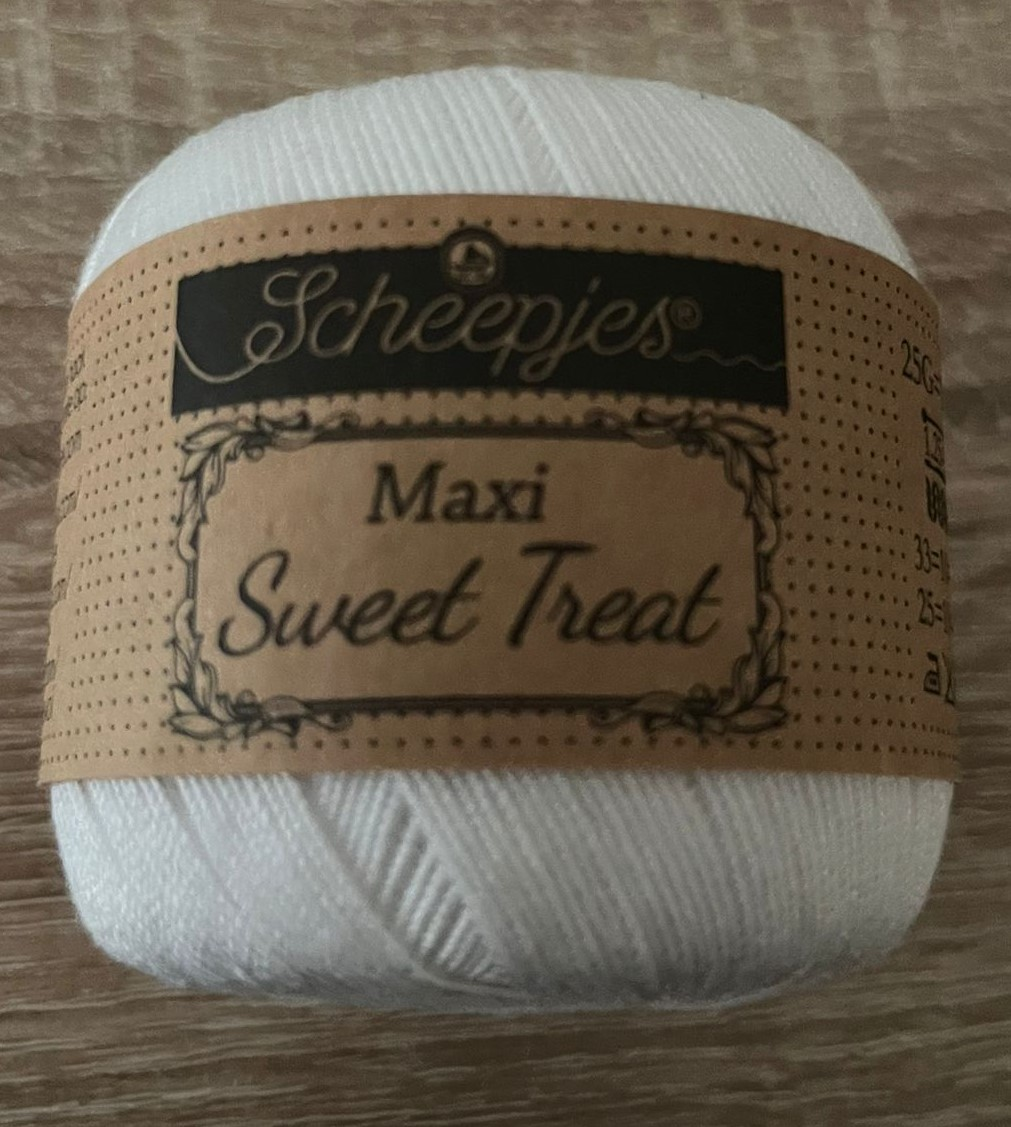
Scheepjes Sweet Treat, een dun katoengaren.

Scheepjes produceert veel verschillende producten, die heden ten dage lang niet allemaal meer van wol zijn gemaakt. Zo zijn er tegenwoordig garens uit acryl, bamboe, jute, zijde en verschillende wolsoorten, zoals alpaca, mohair en merinowol. De diktes van de garens variëren tussen de diktes haaknaald 1 en 10. Hoewel het bedrijf in eerste instantie niet zo begaan was met duurzaamheid is het de laatste jaren hier meer op gaan letten, zo biedt het nu Terazzo, een wol die geheel gerecycled is, Organicon, een duurzaam geproduceerd katoengaren en Woolwise, eveneens een duurzaam geproduceerd garen, nu in wol.
Naast de eerder genoemde garens, zijn ook andere garens in trek. De katoengarens van het merk, en dan met name Catona, worden vaak gebruikt om amigurumi mee te haken. Ook Cahlista, een ander katoengaren is populair. De zogeheten Whirl cakes die langzame kleurovergangen bevatten en waaruit de handwerk(st)er gemakkelijk één sjaal of omslagdoek kan halen, zijn populair.